# Exemplarisch onderwijs
Onderwijskunst is een onderwijskundige visie waarbij gelet wordt op 4 principes:
- Genetisch principe
- Socratische principe
- Exemplarisch principe
- Dramaturgisch principe

Deze principes komen voornamelijk van de Duitse pedagoog Wagenschein. Hij heeft dit jaren geleden opgezet. Deze onderwijsvorm wordt voornamelijk in Nederland verspreid door Driestar educatief. 
Centraal in deze visie is waardering en ontzag voor de schepping. Hiermee krijgt onderwijskunst een christelijke inslag. Het concept werkt volgens voorbeelden met acten om zo onderwijs te bieden volgens de 4 principes. 